# Порівняння операційних систем родини BSD
Існує цілий ряд Unix-подібних операційних систем, що були засновані або походять від BSD-серії Unix дистрибутивів. 3 найпомітніших нащадків, що використовуються в наш час[коли?] є FreeBSD, OpenBSD та NetBSD, предками котрих були 386BSD та 4.4BSD-Lite. Як NetBSD так і FreeBSD почала своє існування в 1993 р. від 386BSD, але в 1994 році перейшла на код 4.4BSD-Lite. OpenBSD була форкнута в 1995 році від NetBSD. Інші помітні похідні включають DragonFly BSD, яка походить від FreeBSD 4.8, і Apple Mac OS X, з її Darwin'овою основою, що включала велику кількість коду FreeBSD.
Більшість сучасних операційних систем BSD мають відкритий код і безкоштовно доступні для завантаження, відповідно до ліцензії BSD, найпомітніший виняток — Mac OS X. Крім того, вони зазвичай мають архітектуру монолітного ядра, за винятком Mac OS X і DragonFly BSD, що мають гібридне ядро. Різноманітні BSD проекти з відкритим початковим кодом розробляють, як правило, ядро, прикладні програми та бібліотеки разом, початковий код керується централізовано за допомогою репозиторію.
У минулому, BSD був також використаний як основа для декількох власницьких версій UNIX, наприклад, SUN SunOS, Sequent Dynix, NEXT NeXTSTEP, DEC Ultrix і OSF/1 AXP (в даний час Tru64 UNIX). З них тільки остання, як і раніше, підтримується у своїй первісній формі. Частина програмного забезпечення NeXT стала основою для Mac OS X, однієї з найбільш комерційно успішних варіантів BSD на загальному ринку.

## Цілі та філософія
FreeBSDFreeBSD має на меті зробити операційну систему корисну для будь-яких цілей. Вона призначена для запуску широкого різноманіття програм, бути легкою у використанні, мати найсучасніші функції, та легко масштабуватися для дуже високих навантажень серверів. FreeBSD є безкоштовною, має відкритий початковий код, і надає перевагу ліберальній ліцензії BSD. Однак, вони іноді приймають угоди про нерозголошення інформації, і включають обмежену кількість закритого коду HAL-модулів спеціальних драйверів пристроїв, в їхнє дерево початкового коду, для підтримки апаратного забезпечення компаній, які не дають "чистих" драйверів з відкритим початковим кодом. Щоб тримати високий рівень якості і забезпечувати хорошу підтримку робочих станцій, серверів і високо-класних вбудованих систем, FreeBSD фокусується на вузькому колі архітектур. Значну увагу протягом останніх 5 років наділено розвитку багатопроцесорної масштабованості. Інші недавні роботи включають покращення функцій забезпечення загальної безпеки, таких як контроль доступу та безпека аудиту підтримки.
OpenBSDOpenBSD направлена на безпеку, правильну роботу та, на те, щоб бути вільною настільки, наскільки це можливо. Політики безпеки включають публічне виявлення вразливостей (відоме як повне розкриття інформації), ретельний аудит помилкового коду та питання безпеки; застосування різних функцій безпеки, в тому числі W^X, технологія захисту сторінок та інтенсивне використання рандомізації; філософія "безпеки за замовчуванням", в тому числі відключені всі не основні сервіси та розумні початкові налаштування, а також комплексне використання криптографії. Щодо свободи програмного забезпечення, OpenBSD надає перевагу BSD або ISC ліцензії; GPL є прийнятною тільки для існуючих програм, які недоцільно заміняти, наприклад, GNU Compiler Collection. Угоди про нерозголошення інформації ніколи не вважаються прийнятними. Це призвело до створення цілого ряду дочірніх проектів, таких як OpenSSH, OpenNTPD, OpenCVS, OpenBGPD, PF та CARP на заміну обмеженим альтернативам, а також кампанії, щоб переконати виробників обладнання випускати документацію. Як і її предок (NetBSD), OpenBSD прагне працювати на широкому різноманітті апаратних засобів.
NetBSDNetBSD має ціллю створити вільно поширювану операційну систему, яку професіонали, любителі та дослідники можуть використовувати будь-яким чином на свій розсуд. Основний акцент робиться на можливість портування, за рахунок чіткого розмежування коду на машинно-залежний та машинно-незалежний. Вона працює на широкому спектрі 32- та 64-бітних архітектур і апаратних платформ, призначена для хорошої взаємодії з іншими операційними системами. NetBSD концентрується на правильному дизайні, якісному коді, стабільності та ефективності. Коли можливо, прагнуть до близької відповідність відкритим API та стандартним протоколам.
DragonFly BSDDragonFly BSD має на меті бути простою для розуміння та розробки під багатопроцесорні інфраструктури. Починаючи з FreeBSD 4.8, головною метою є радикально змінити архітектуру ядра, додавши передачу повідомлень, як у мікроядрі, що підвищить масштабованість та надійність на SMP-платформах, а також буде здатною працювати з NUMA та на кластерах. Довгострокова мета полягає у забезпеченні прозорої single-system image кластеризації. DragonFly BSD в наш час[коли?] підтримує платформи  IA-32 та x86-64(або AMD64). Matthew Dillon, засновник DragonFly BSD, переконаний, що підтримка меншої кількості платформ полегшить створення коректної реалізіції SMP.

## Популярність

Діаграма показує пропорційне відношення кількості користувачів кожного варіанту BSD за даними опитування у вересні 2005 р.

У вересні 2005 р. BSD Certification Group, після реклами в численних поштових розсилках, опитали 4330 користувачів BSD, 3958 з яких проходили опитування англійською мовою, для оцінки відносної популярності різних операційних систем BSD. Близько 77% респондентів використовували FreeBSD, 33% - OpenBSD, 16% - NetBSD, 2,6% - Dragonfly BSD, а 6,6% використовувати інші (можливо, не-BSD) системи. Зверніть увагу, що не було контрольної групи або попереднього відбору респондентів. Тих, хто відмітив "інша", попросили вказати операційну систему.
Оскільки опитуваним було дозволено вибирати більш ніж одну відповідь, сума відсотків на графіку більша 100%. Якщо респонденти заповнювали більше одного варіанту в графі "інші", це рахувалося, як один голос для "інших" на діаграмі.
Іншою спробою описати світове використання BSD є *BSDstats Project, чиєю головною метою було показати розробникам апаратного забезпечення поширення BSD та життєздатність драйверів для цих операційних систем. Проект щомісячно збирає дані від будь-яких, бажаючих узяти участь, системних адміністраторів BSD. В наш час[коли?] володарі ринку BSD розподілись так (за спаданням популярності): FreeBSD, OpenBSD, NetBSD, Dragonfly BSD, Debian GNU/kFreeBSD, PC-BSD, та MirBSD.
Вебсайт DistroWatch, відомий серед Linux-спільноти (часто використовується як хороший орієнтир у світі вільних операційних систем), публікує кількість переходів для кожного дистрибутиву Linux та інших операційних систем. Станом на грудень 2009, використовуючи дані останніх 6-ти місяців, він розмістив:
- FreeBSD на 12-те місце з 614-ма переходами за день;
- PC-BSD на 24-те місце з 312-ма переходами за день;
- OpenBSD на 53-тє місце з 154-ма переходами за день;
- DragonFly BSD на 62-ге місце з 135-ма переходами за день;
- NetBSD на 96-те місце з 87-ма переходами за день.[9]

## Імена, логотипи, гасла

Лого FreeBSD.

Імена FreeBSD та OpenBSD є посиланнями до свободи програмного забезпечення: як і в ціні так і в сенсі відкритого початкового коду.
Ім'я NetBSD є вшанування інтернету, який звів розробників разом.
Першим талісманом BSD став BSD-демон, названий за розповсюдженим типом UNIX-програм, демонів. FreeBSD досить використовує це зображення, червоний мультиплікаційний демон Бісті, що тримає вила. У 2005, після змагань, стилізована версія голови Бісті, створена та нарисована Антоном Гуралом була вибрана логотипом FreeBSD.

Лого NetBSD.

Прапор NetBSD, створений в 2004 Грантом Бісетом, був навіяний оригінальним логотипом NetBSD, розробленим в 1994 Шоном Мюлером, зображаючого численних демонів BSD, піднімаючих прапор на вершині кургану комп'ютерного обладнання. Він був заснований на фотографії Другої світової війни, «Підняття прапора на Іодзіма». Рада директорів The NetBSD Foundation вважала, що це було занадто ускладнено, надто важко  відтворити та матиме негативні культурні наслідки, а тому не підходить для логотипу NetBSD в корпоративному світі. Новий, простіший дизайн прапора прийшов на заміну. Слоган NetBSD — «Звісно на ній працює NetBSD» — посилається на портативність цієї ОС.

Лого OpenBSD.

З початку OpenBSD використовувала BSD-демона як талісман, але потім замінила його на Puffy. Хоча до Puffy зазвичай звертаються як "pufferfish", шипи на мальованих картинках надають йому більшу схожість до риби-їжака. Логотип є посиланням на захисні здібності риби та до криптографічного алгоритму Blowfish, що використовується в OpenBSD. OpenBSD також має декілька слоганів, включаючи "Безпечна за замовчуванням", що був використаний в першій пісні OpenBSD, 'E-railed', та "Вільна, функціональна та безпечна" та випускає оригінальну пісню з кожним релізом, починаючи з 3.0.

Лого DragonFly BSD.

Логотип DragonFly BSD, розроблений Джо Ангрісано (Joe Angrisano), є бабка з іменем Фред. Численні неофіційні логотипи різних авторів також показують бабку або стилізовану її версію. DragonFly BSD вважає себе "логічним продовженням серії FreeBSD 4.x." FireflyBSD має схоже лого, світлячок, що показує її близьке відношення до DragonFly BSD. Фактично, сайт FireflyBSD стверджує, що виручка з продаж піде на розробку DragonFly BSD, натякаючи, що вони таки справді близько пов'язані.
Слоганом PicoBSD є "Для маленького BSD в кожному з нас", та її лого включає версію Бісті FreeBSD у вигляді дитини, показуючи її близький зв'язок з FreeBSD, та мінімальний обсяг коду необхідного для запуску в режимі Live CD.
Ряд операційних систем BSD використовують стилізовані версії їхніх поважних імен для логотипів. До них входять Mac OS X, PC-BSD, DesktopBSD, ClosedBSD , and MicroBSD . Логотип Mac OS X - римська цифра 10. Це має на меті This is intended to підкреслити зміни відносно попередніх версіях Mac OS, які не були засновані на BSD  та виражали номери версій користуючись арабськими цифрами. Слоган PC-BSD - "Персональні обчислення, обслуговуються в стилі BSD!", DesktopBSD - "Крок до BSD на робочому столі.", MicroBSD - "Невелика та безпечна unix-подібна ОС."
Сайт MirOS збирає різноманітні види талісманів *BSD та Tux, талісмана Linux, разом, показуючи ціль проекту в підтримці як BSD так і Linux'ового ядер. Слоганом MirOS є "прекрасна операційна система для миру в усьому світі."

## Див. також

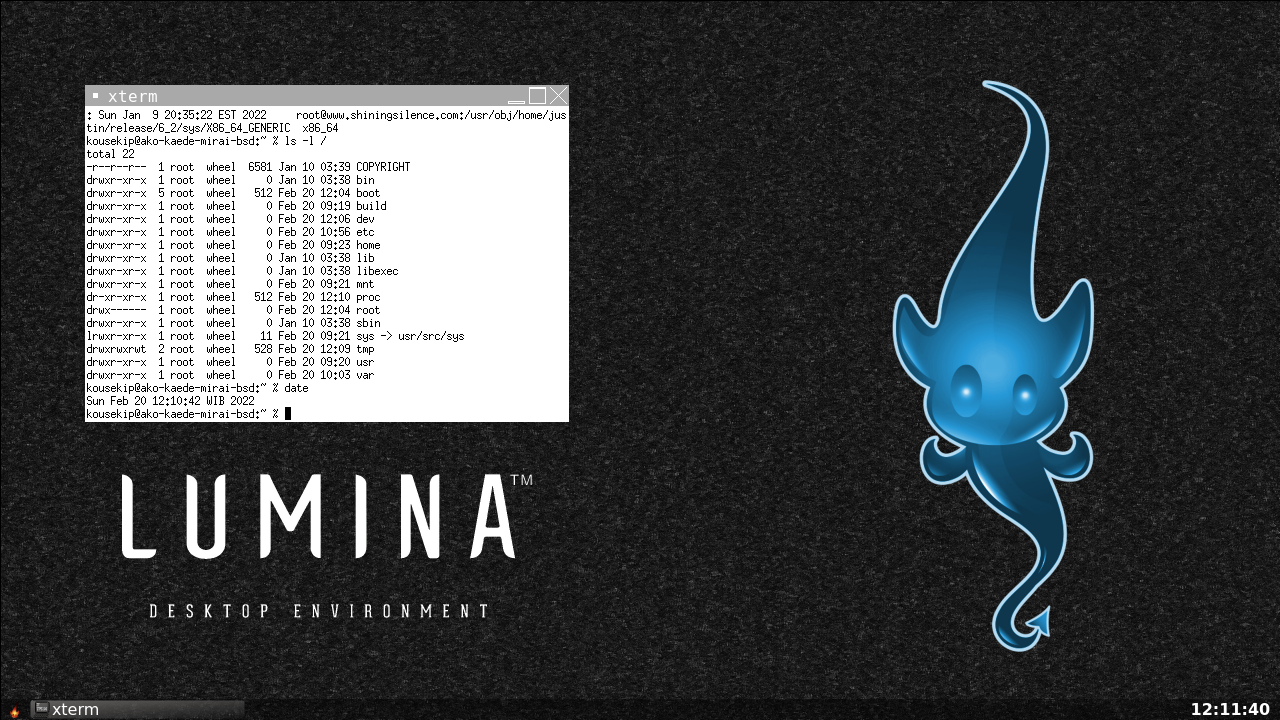
Lumina 1.6.2 на DragonFly BSD

## Загальна інформація
|                                      | Основні розробники                                                  | Перший публічний реліз | Заснований на...                        | Остання стабільна версія    | Остання стабільна версія | Ціна (USD)                                                      | Основна ліцензія                                                                               | Призначення                                                              | Короткий опис                                                                                                  |                 |
| Версія                               | Основні розробники                                                  | Перший публічний реліз | Заснований на...                        | Дата випуску                |                          | Ціна (USD)                                                      | Основна ліцензія                                                                               | Призначення                                                              | Короткий опис                                                                                                  |                 |
| ------------------------------------ | ------------------------------------------------------------------- | ---------------------- | --------------------------------------- | --------------------------- | ------------------------ | --------------------------------------------------------------- | ---------------------------------------------------------------------------------------------- | ------------------------------------------------------------------------ | --- | --------------- |
| FreeBSD                              | The FreeBSD Project                                                 | Грудень 1993           | 386BSD, 4.4BSD-Lite                     | 13.1                        | 04 листопада 2019        | вільна                                                          | BSD                                                                                            | сервер, робоча станція, мережеве сховище даних(NAS), embedded            | Пріоритет - висока продуктивність.                                                                             |                 |
| OpenBSD                              | The OpenBSD Project                                                 | Липень 1996            | NetBSD 1.0                              | 7.2                         | 20 жовтня 2022           | вільна                                                          | ISC                                                                                            | сервер, робоча станція, мережеве сховище даних(NAS), embedded            | Прагне до максимальної коректності коду, що забезпечує простоту та безпеку.                                    |                 |
| NetBSD                               | The NetBSD Project                                                  | Травень 1993           | 386BSD, 4.4BSD-Lite                     | 9.0                         | 14 лютого 2020           | вільна                                                          | BSD                                                                                            | сервер, робоча станція, мережеве сховище даних(NAS), embedded            | Пріоритет - висока переносимість.                                                                              |                 |
| DragonFly BSD                        | Matt Dillon                                                         | 12 липня 2004          | FreeBSD 4.8                             | 2.6.1                       | 6 квітня 2010            | вільна                                                          | BSD                                                                                            | сервер, робоча станція, мережеве сховище даних(NAS), embedded            | Прагне до максимальної масштабованості.                                                                        |                 |
| 386BSD                               | William Jolitz та Lynne Jolitz                                      | Березень 1992          | 4.3BSD Net/2                            | 1.0                         | 1994                     | вільна                                                          | BSD                                                                                            | ?                                                                        | Історична |                 |
| BSD/OS (BSD/386)                     | BSDi, Wind River Systems                                            | Mar 1993               | 4.3BSD Net/2, 4.4BSD                    | 5.1                         | Жовтень 2003             | ?                                                               | Власницьке                                                                                     | ?                                                                        | Історична |                 |
| SunOS                                | Sun Microsystems                                                    | 1982                   | 4.xBSD, UNIX System V                   | 4.1.4                       | Листопад 1994            | ?                                                               | Власницьке                                                                                     | ?                                                                        | Історична(Solaris operating system має іншу кодову базу)                                                       |                 |
| Ultrix                               | Digital Equipment Corporation                                       | 1984                   | 4.2BSD, SVR2                            | 4.5                         | 1995                     | ?                                                               | Власницьке                                                                                     | ?                                                                        | Історична |                 |
| Tru64 UNIX (OSF/1 AXP, Digital UNIX) | DEC, Compaq, HP                                                     | 1993                   | 4.3BSD, 4.4BSD, Mach 2.5, UNIX System V | 5.1B-4                      | 01 жовтня 2010           | Не безкоштовно $99 (non- commer- cial)                          | Власницьке                                                                                     | ?                                                                        | ? |                 |
| Mac OS X                             | Apple Inc.                                                          | Березень 2001          | Darwin                                  | 10.15.4 "Catalina"          | 24 березня 2020          | Не безкоштовно Client: Free Server (add-on application): $19.99 | відкриті початкові коди ядерних систем (APSL, GPL, та інші) з власницькими високорівневими API | робоча станція, домашній комп'ютер, сервер                               | Продається з апаратним забезпеченням Apple та прив'язана до нього.                                             |                 |
| Darwin                               | Apple Inc.                                                          | Березень 2001          | NeXTSTEP, FreeBSD, Mac OS               | 19.3.0                      | 28 січня 2020            | вільна                                                          | APSL, GPL, та інші                                                                             | робоча станція, домашній комп'ютер, сервер                               | Ядро та певні компоненти рівня користувача OS X                                                                |                 |
| TrueOS(колишня PC-BSD)               | Kris Moore, Mike Albert, Tim McCormick, Dimitri Tishchenko          | 29 квітня 2006         | FreeBSD                                 | 18.12                       | 15 грудня 2018           | вільна                                                          | BSD                                                                                            | сервер                                                                   | Простота у використанні, зберігаючи в повній мірі базу FreeBSD                                                 |                 |
| GhostBSD                             | Eric Turgeon                                                        | 01 листопада 2009      | TrueOS                                  | 20.03                       | 31 березня 2020          | вільна                                                          | BSD                                                                                            | робоча станція, домашній комп'ютер                                       | Легкий в користуванні, повноцінний FreeBSD з GNOME або Xfce                                                    |                 |
| FuryBSD                              | Joe Maloney                                                         | 24 жовтня 2019         | FreeBSD                                 | 12.0-XFCE-12-02-2019-01     | 02 грудня 2019           | вільна                                                          | BSD                                                                                            | робоча станція, домашній комп'ютер                                       | Легкий в користуванні, повноцінний FreeBSD з Xfce або KDE                                                      |                 |
| DesktopBSD                           | Peter Hofer, Daniel Seuffert                                        | 25 липня 2005          | FreeBSD                                 | 1.7                         | 07 вересня 2009          | вільна                                                          | BSD                                                                                            | Desktop                                                                  | Легкий в користуванні                                                                                          |                 |
| ClosedBSD                            | Joshua Bergeron та різноманітні контрибутори                        | ?                      | FreeBSD                                 | 1.0B (floppy), 1.0-RC1 (CD) | ?                        | вільна                                                          | Власницьке                                                                                     | ?                                                                        | firewall/NAT, boot floppy, Live CD                                                                             |                 |
| FreeSBIE                             | ?                                                                   | ?                      | FreeBSD                                 | 2.0.1                       | Лютий 2007               | вільна                                                          | ?                                                                                              | ?                                                                        | Live CD FreeBSD                                                                                                | Live CD FreeBSD |
| PicoBSD                              | Michael Bialecki                                                    | ?                      | FreeBSD                                 | 0.42                        | ?                        | вільна                                                          | BSD                                                                                            | boot floppy                                                              | ? |                 |
| Anonym.OS                            | ?                                                                   | бета з січня 2005      | OpenBSD 3.8                             | none                        | ?                        | вільна                                                          | ?                                                                                              | Анонімне перебування в інтернет                                          | Live CD |                 |
| MirOS BSD                            | The MirOS Project                                                   | ?                      | OpenBSD 3.1                             | #10                         | 16 березня 2008          | вільна                                                          | ?                                                                                              | ?                                                                        | European |                 |
| ekkoBSD                              | Rick Collette                                                       | ?                      | OpenBSD 3.3                             | ?                           | ?                        | ?                                                               | ?                                                                                              | сервер                                                                   | Легка в адмініструванні                                                                                        |                 |
| MicroBSD                             | Болгари                                                             | ?                      | OpenBSD 3.0/3.4                         | 0.6                         | 27 жовтня 2003           | вільна                                                          | ?                                                                                              | Для загального використання                                              | Невелика, безпечна                                                                                             |                 |
| OliveBSD                             | Gabriel Paderni                                                     | ?                      | OpenBSD 3.8                             | ?                           | ?                        | вільна                                                          | ?                                                                                              | Live CD                                                                  | ? |                 |
| Gentoo/FreeBSD                       | розробники Gentoo Linux                                             | ?                      | FreeBSD                                 | ?                           | ?                        | вільна                                                          | GPL, BSD                                                                                       | сервер, робоча станція, мережеве використання                            | використовує Gentoo framework                                                                                  |                 |
| Gentoo OpenBSD                       | розробники Gentoo Linux                                             | ?                      | OpenBSD                                 | ?                           | ?                        | вільна                                                          | GPL, BSD                                                                                       | сервер, робоча станція, мережеве використання, embedded                  | використовує Gentoo framework                                                                                  |                 |
| Gentoo NetBSD                        | розробники Gentoo Linux                                             | ?                      | NetBSD                                  | ?                           | ?                        | вільна                                                          | GPL, BSD                                                                                       | сервер, робоча станція, мережеве використання, embedded                  | використовує Gentoo framework                                                                                  |                 |
| Gentoo DragonflyBSD                  | Robert Sebastian Gerus (проект ще не підтримується офіційно Gentoo) | ?                      | DragonFly BSD                           | ?                           | ?                        | вільна                                                          | ?                                                                                              | сервер, робоча станція, мережеве використання                            | використовує Gentoo framework                                                                                  |                 |
| Debian GNU/kFreeBSD                  | Команда Debian GNU/kFreeBSD                                         | 06 лютого 2011         | GNU, FreeBSD                            | 7.5                         | 26 квітня 2014           | вільна                                                          | DFSG                                                                                           | загального призначення                                                   | користувацькі програми GNU на ядрі FreeBSD                                                                     |                 |
| Debian GNU/NetBSD                    | Команда Debian GNU/NetBSD                                           | ?                      | GNU, NetBSD                             | ?                           | ?                        | вільна                                                          | DFSG                                                                                           | загального призначення                                                   | користувацькі програми GNU на ядрі NetBSD                                                                      |                 |
| MidnightBSD                          | Lucas Holt                                                          | 04 серпня 2007         | FreeBSD 6.1 beta                        | 1.2                         | 31 жовтня 2019           | вільна                                                          | BSD                                                                                            | Desktop                                                                  | засноване на GNUstep оточення робочого столу                                                                   |                 |
| pfSense                              | various contributors                                                | 04 жовтня 2006         | FreeBSD                                 | 2.4.5-RELEASE (amd64)       | 26 березня 2020          | вільна                                                          | BSD                                                                                            | Застосування в безпеці                                                   | firewall/NAT, Live CD                                                                                          |                 |
| Paxym-FreeBSD for Octeon/Mips        | Paxym Inc. OS/Kernels team                                          | 11 грудня 2007         | FreeBSD 7.0                             | 4.7                         | 13 серпня 2008           | ?                                                               | Власницьке                                                                                     | Network, Storage, Security Applications: Маршрутизаторs/UTM/Firewall/NAS | For Mips32, Mips64, SMP Mips64 Octeon Cavium Networks 1-16 Multicore CPU [недоступне посилання з вересня 2019] |                 |
| Bitrig                               | Розробники Bitrig                                                   | 25 листопада 2014      | OpenBSD                                 | 1.0                         | 25 листопада 2014        | вільна                                                          | ISC                                                                                            | загального призначення                                                   | Зосередження на сучасних платформах та інструментах                                                            |                 |
| StarBSD                              | digital IXI Corp                                                    | 01 грудня 2009         | FreeBSD                                 | 2020.3                      | 25 березня 2020          | вільна                                                          | BSD                                                                                            | сервер, робоча станція, мережеве використання                            | Прагне до максимальної масштабованості.                                                                        |                 |
|                                      | Основні розробники                                                  | Перший публічний реліз | Заснований на...                        | Остання стабільна версія    | Дата випуску             | Ціна (USD)                                                      | Основна ліцензія                                                                               | Призначення                                                              | Короткий опис                                                                                                  |                 |

Примітки до таблиці(a)
1. 1 2 3 4 5 6  386BSD, BSD/OS, SunOS, та Ultrix - історичні операційні системи, що більше не розробляються. BSDeviant та ekkoBSD також припинили своє існування. Хоча BSDeviant все ще доступний для завантаження (див. зовнішні посилання). Над MicroBSD робота припинилась, потім розпочалась знову в 2003, але схоже що ніяких зрушень з того часу не відбулося, хоча вебсайт досі існує.
2. ↑  Ця стаття посилається тільки на SunOS протягом версії 4.x. Починаючи з релізу 5.x, SunOS базується на SVR4, та найчастіше посилаються на неї, як Solaris Operating System.

## Технічна інформація
|                   | Підтримувані архітектури                                               | Підтримувані файлові системи | Тип ядра             | GUI за замовчуванням          | Система керування пакунками                 | Система керування оновленнями                                                  | Первинний API                                     |
| ----------------- | ---------------------------------------------------------------------- | --- | -------------------- | ----------------------------- | ------------------------------------------- | ------------------------------------------------------------------------------ | ------------------------------------------------- |
| FreeBSD           | x86, x86-64, PC98, Itanium, UltraSPARC, ARM, MIPS, PPC, та інші        | UFS, UFS2, ext2, FAT, ISO 9660, UDF, NFS, SMBFS, NetWare (nwfs), NTFS (limited read-write), ReiserFS (тільки читання), XFS (експериментальна), ZFS, FUSE, Coda (експериментальна), AFS, та інші                                                            | Монолітне з модулями | Ні (доступний X.Org)          | система портів, пакети                      | початкові коди (Cvsup, portsnap), мережеве оновлення бінарних (freebsd-update) | BSD, POSIX                                        |
| OpenBSD           | x86, 68k, Alpha, x86-64, SPARC, VAX, та інші                           | UFS, UFS2, ext2, FAT, ISO 9660, UDF, NFS, NTFS (тільки читання), AFS, та інші | Монолітне            | Ні (X.Org включено)           | система портів, пакети                      | початкові коди (CVS, CVSup, rsync) або мережеве оновлення бінарних             | BSD, POSIX                                        |
| NetBSD            | x86, 68k, Alpha, x86-64, PPC, SPARC, UltraSPARC, PowerPC, ARM, та інші | UFS, UFS2, ext2, FAT, ISO 9660, NFS, LFS, UDF, SMBFS, Coda, HFS+ (тільки читання), EFS (тільки читання), NTFS (тільки читання), TMPFS, FUSE, PUFFS (BSD replacement of FUSE), ADOS (AmigaDOS file system), filecorefs (Acorn RISC OS file system), та інші | Монолітне з модулями | Ні (X.Org чи XFree86 влючено) | pkgsrc, пакети                              | початкові коди (CVS, CVSup, rsync) або бінарні (using sysinst)                 | BSD, POSIX                                        |
| Ultrix            | VAX, PDP-11, MIPS                                                      | UFS + others | Монолітне            | Ні (X11 включено)             | setld                                       | ?                                                                              | BSD, POSIX (4.0 та далі)                          |
| Tru64 UNIX        | Alpha                                                                  | UFS, AdvFS, ISO 9660, UDF, NFS | Гібридне             | Так (CDE)                     | setld                                       | dupatch                                                                        | POSIX, UNIX 98, X11, CDE, та інші                 |
| Mac OS X / Darwin | PPC, x86, x86-64, ARM                                                  | HFS+ (default), HFS, UFS, AFP, ISO 9660, FAT, UDF, NFS, SMBFS, NTFS (тільки читання), FTP, WebDAV, та інші | Гібридне             | Так (Aqua)                    | OS X Installer                              | Software Update                                                                | Carbon, Cocoa, BSD/POSIX, CF, X11 (з версії 10.3) |
| DragonFly BSD     | x86, x86-64                                                            | HAMMER, UFS, FAT, ISO 9660, NFS, SMBFS, NTFS (тільки читання), ext2, others | Гібридне             | Ні (X.Org доступний)          | pkgsrc, пакети                              | Git                                                                            | BSD, POSIX                                        |
| PC-BSD            | x86, x86-64                                                            | UFS, UFS2, FAT, ISO 9660, NFS, SMBFS, NTFS (тільки читання), та інші | Монолітне з модулями | Так(KDE)                      | графічне встановлення wizard, дерево портів | CVSup, Portsnap, мережеве оновлення бінарних (Online Update)                   | BSD, POSIX, X11, KDE                              |
| MidnightBSD       | x86, x86-64                                                            | UFS, UFS2, ext2, FAT, ISO 9660, UDF, NFS, SMBFS, NetWare (nwfs), NTFS (тільки читання), та інші | Монолітне з модулями | Ні (X.Org доступний)          | дерево портів, пакети                       | початкові коди CVSup                                                           | BSD, POSIX, X11, GNUstep                          |

Примітки до таблиці(b)
1. ↑  UFS та UFS2 походять від старої FFS. Тим не менш, багато операційних систем BSD називають UFS1 як FFS.
2. ↑  Операційні системи, де GUI не встановлений та включений за вмовчанням часто підтримує встановлення X Window System. Хоча, установка X, як правило, необов'язкова.
3. ↑  Більшість операційних систем використовує власницькі API в додаток до будь-яких підтримуваних стандартів.
4. ↑  Підтримка NTFS в OpenBSD не ввімкнена за вмовчанням і потребує налаштованого ядра.
5. ↑  На певних архітектурах OpenBSD має підтримку модулів. Вони використовуються тільки для додавання можливостей від сторонніх фірм: виділення існуючої функції в модуль (як у FreeBSD) неможливе.
6. ↑  На відміну від FreeBSD, OpenBSD включає X Window System в базову поставку, а не у вигляді пакетів чи портів. Вона включає в себе певні зміни та керуться як частина початкового коду OpenBSD.
7. ↑  NetBSD або X.Org або XFree86 (в залежності від платформи) в базовому встановленні, та включає певні локальні зміни, керовані як частина початкових кодів NetBSD.

## Особливості безпеки
|                       | Контроль доступу до ресурсів | Журнал безпеки                       | Механізм ізоляції підсистем            | Вмонтований firewall | Шифруючі файлові системи | Запобігання виконанню даних | Запобігання виконанню даних |
| апаратне забезпечення | Контроль доступу до ресурсів | Журнал безпеки                       | Механізм ізоляції підсистем            | Вмонтований firewall | Шифруючі файлові системи | емуляція                    |                             |
| --------------------- | ---------------------------- | ------------------------------------ | -------------------------------------- | -------------------- | ------------------------ | --------------------------- | --------------------------- |
| FreeBSD               | Unix, ACLs, MAC              | syslog, CAPP event auditing, OpenBSM | chroot, jail, MAC partitions           | IPFW2, IPFilter, PF  | Так                      | Так                         | Так                         |
| OpenBSD               | Unix                         | syslog                               | chroot, systrace, privilege separation | PF                   | Так                      | Так                         | Так                         |
| NetBSD                | Unix, Veriexec               | syslog                               | chroot, privilege separation           | IPFilter, PF         | Так                      | Так                         | Ні                          |
| Mac OS X              | Unix, ACLs                   | syslog, CAPP event auditing, OpenBSM | chroot, sandbox                        | IPFW2                | Так                      | Так                         | ?                           |
| PC-BSD                | Unix, ACLs, MAC              | ?                                    | chroot, jail, MAC Partitions           | IPFW2, IPFilter, PF  | Так                      | Так                         | Ні                          |
| DragonFly BSD         | Unix                         | syslog                               | chroot, jail, VKernel                  | IPFW2, IPFilter, PF  | Так                      | Ні                          | Ні                          |
| MidnightBSD           | Unix, ACLs, MAC              | syslog                               | chroot, jail, MAC partitions           | IPFW2, IPFilter, PF  | Так                      | Ні                          | Ні                          |

Примітки до таблиці(c)
1. ↑  ProPolice/Stack-Smashing Protector (захист від переповнення стеку) був активований в базовій системі починаючи з FreeBSD 8.0-RELEASE.
2. ↑  Файл підвантаження зашифрований за замовчуванням на OpenBSD 3.8 та вище.
3. ↑  Область підвантаження може бути додатково зашифрована під час встановлення системи, за замовчанням використовує заснований на ОЗП тимчасовий файловий контейнер.

### Інші джерела
- Milo та ін. (22 червня 1998). FreeBSD. Operating System Technical Comparison. OSdata. Архів оригіналу за 7 липня 2013. Процитовано 2 червня 2006. {{cite web}}: Явне використання «та ін.» у: |last= (довідка)
- Milo та ін. (22 червня 1998). OpenBSD. Operating System Technical Comparison. OSdata. Архів оригіналу за 7 липня 2013. Процитовано 2 червня 2006. {{cite web}}: Явне використання «та ін.» у: |last= (довідка)
- Milo та ін. (22 червня 1998). NetBSD. Operating System Technical Comparison. OSdata. Архів оригіналу за 7 липня 2013. Процитовано 2 червня 2006. {{cite web}}: Явне використання «та ін.» у: |last= (довідка)
- Milo та ін. (22 червня 1998). SunOS. Operating System Technical Comparison. OSdata. Архів оригіналу за 7 липня 2013. Процитовано 2 червня 2006. {{cite web}}: Явне використання «та ін.» у: |last= (довідка)
- SunOS & Solaris version history. Berkeley. Архів оригіналу за 13 липня 2006. Процитовано 2 червня 2006.
- Ultrix FAQ. 4 листопада 1996. Архів оригіналу за 19 травня 2006. Процитовано 2 червня 2006.
- Milo та ін. (22 червня 1998). Ultrix. Operating System Technical Comparison. OSdata. Архів оригіналу за 7 липня 2013. Процитовано 2 червня 2006. {{cite web}}: Явне використання «та ін.» у: |last= (довідка)
- Milo та ін. (22 червня 1998). Mac OS X. Operating System Technical Comparison. OSdata. Архів оригіналу за 7 липня 2013. Процитовано 2 червня 2006. {{cite web}}: Явне використання «та ін.» у: |last= (довідка)
- Milo та ін. (22 червня 1998). Mac OS X Server. Operating System Technical Comparison. OSdata. Архів оригіналу за 7 липня 2013. Процитовано 2 червня 2006. {{cite web}}: Явне використання «та ін.» у: |last= (довідка)
- BSDeviant download page. Bsdeviant.org. Архів оригіналу за 7 липня 2013. Процитовано 30 червня 2008. A semi-official download page.
- ekkoBSD 1.0 BETA1B Released. Slashdot. 25 листопада 2003. Архів оригіналу за 7 липня 2013. Процитовано 3 червня 2006.
- Milo та ін. (31 травня 1998). Operating System Technical Comparison. OSdata. Архів оригіналу за 7 липня 2013. Процитовано 2 червня 2006. {{cite web}}: Явне використання «та ін.» у: |last= (довідка)
- Brown, Martin (10 серпня 2004). Differentiating Among BSD Distros. Jupitermedia Corporation. с. 4. Архів оригіналу за 7 липня 2013. Процитовано 3 червня 2006.
- Schneider, Wolfram; Gilliam, Josh and Schultz, Steven M. (1997-2004). The UNIX system family tree: Research and BSD (ASCII). The NetBSD Foundation. Процитовано 3 червня 2006.